# Конотоп
Коното́п (укр. Конотоп, [kon̪oˈt̪ɔp], произношениео файле) — город в Сумской области Украины. Административный центр Конотопского района. До 2020 года был городом областного значения и составлял Конотопский городской совет (в который входили также сёла Подлипное, Калиновка и Лобковка).

## Название
Существуют разные версии происхождения названия Конотоп.
Первая легенда гласит, что во время перехода болот татарской конницей в этих местах погибло много коней и воинов, поэтому и место назвали Конотопом — болотистое место или брод, в котором погрязали и тонули кони.
Вторая легенда объясняет связь названия с инцидентом с царицей, карета и эскорт которой завяз в болоте. Царицу спасли, а сокровища утонули. Выбравшись, она произнесла: «Что это за место такое, где кони топнут?». Отсюда, вероятно, и пошло название Конотоп.
Третья легенда связывает название города с гидронимом Конотопка — названием речки, протекавшей рядом с поселением и впадавшей в Езуч. Эта речка высохла, вместо неё сейчас существует пересыхающий ручей.

## Физико-географическая характеристика

### География
Город расположен в северо-восточной части Украины, на стыке Украинского Полесья с лесостепью, на расстоянии 117 км от областного центра Сумы, по обоим берегам реки Езуч. Помимо этого, по городу протекает река Липка, также, рядом с Конотопом протекает река Куколка. Территория города находится в пределах Днепровско-Донецкой впадины, на её северо-восточном склоне. В связи с этим здесь присутствуют волнисто-равнинные формы поверхности, составленные преимущественно днепровской морёной, над- и подморенными водно-ледниковыми песчано-суглинистыми образованиями.
Высота над уровнем моря составляет 142 метра. В пределах населённого пункта на реке Езуч имеется несколько крупных плотин.
| С-З | Корюковка ~ 153 км                              | Новгород-Северский ~ 127 км Шостка ~ 96 км | Глухов ~ 98 км   | С-В |
| З   | Бахмач ~ 51 км Нежин ~ 120 км Чернигов ~ 196 км | Роза ветров                                | Сумы ~ 131 км    | В   |
| Ю-З | Прилуки ~ 154 км Киев ~ 259 км                  | Ромны ~ 71 км                              | Ахтырка ~ 205 км | Ю-В |

### Климат
Климат Конотопа умеренно-континентальный с мягкой зимой и тёплым летом. Среднегодовая температура воздуха составляет +8,0 °С; средняя температура в январе — −4,5 °С; средняя температура июля — +20,7 °С.
| Показатель                    | Янв.  | Фев.  | Март  | Апр.  | Май  | Июнь | Июль | Авг. | Сен. | Окт. | Нояб. | Дек.  | Год   |
| ----------------------------- | ----- | ----- | ----- | ----- | ---- | ---- | ---- | ---- | ---- | ---- | ----- | ----- | ----- |
| Абсолютный максимум, °C       | 9,3   | 14,0  | 22,0  | 29,9  | 33,1 | 35,8 | 35,9 | 39,0 | 35,0 | 27,2 | 18,8  | 12,6  | 39,0  |
| Средний суточный максимум, °C | −2,1  | −0,9  | 5,0   | 14,3  | 21,0 | 24,4 | 26,4 | 25,7 | 19,4 | 12,0 | 4,0   | −0,8  | 12,4  |
| Средняя температура, °C       | −4,5  | −3,8  | 1,1   | 9,1   | 15,3 | 19,0 | 20,7 | 19,6 | 13,9 | 7,5  | 1,5   | −2,9  | 8,0   |
| Средний суточный минимум, °C  | −6,9  | −6,6  | −2,4  | 4,3   | 9,7  | 13,7 | 15,4 | 13,9 | 9,0  | 3,8  | −0,8  | −5,1  | 4,0   |
| Абсолютный минимум, °C        | −32,9 | −32,2 | −26,1 | −12,2 | −3,7 | 2,8  | 6,1  | 3,8  | −4,1 | −9,2 | −22,8 | −28,9 | −32,9 |
| Среднее число дней с осадками | 22    | 20    | 17    | 13    | 13   | 15   | 14   | 11   | 13   | 15   | 20    | 23    | 196   |
| Норма осадков, мм             | 46    | 37    | 37    | 37    | 59   | 58   | 71   | 48   | 47   | 44   | 42    | 45    | 571   |
| Средняя влажность, %          | 84    | 82    | 77    | 67    | 64   | 69   | 71   | 71   | 77   | 81   | 86    | 86    | 76    |
| Средняя скорость ветра, м/с   | 2,3   | 2,3   | 2,4   | 2,1   | 1,8  | 1,7  | 1,5  | 1,5  | 1,6  | 1,8  | 2,1   | 2,3   | 2,0   |
| Источник: Погода и климат     |       |       |       |       |      |      |      |      |      |      |       |       |       |

| Показатель                        | Янв. | Фев. | Март | Апр. | Май  | Июнь | Июль | Авг. | Сен. | Окт. | Нояб. | Дек. | Год  |
| --------------------------------- | ---- | ---- | ---- | ---- | ---- | ---- | ---- | ---- | ---- | ---- | ----- | ---- | ---- |
| Средний суточный максимум, °C     | −3   | −1,1 | 5,7  | 14,8 | 22,4 | 25,2 | 27,1 | 26,6 | 19,8 | 11,6 | 5,0   | −0,2 | 12,8 |
| Средняя температура, °C           | −5   | −3,7 | 2,0  | 9,7  | 16,5 | 19,7 | 21,6 | 20,5 | 14,6 | 7,6  | 3,0   | −1,8 | 8,7  |
| Средний суточный минимум, °C      | −7,1 | −6,3 | −1,8 | 4,6  | 10,6 | 14,2 | 16,1 | 14,4 | 9,4  | 3,7  | 0,9   | −3,4 | 4,6  |
| Источник: www.weatheronline.co.uk |      |      |      |      |      |      |      |      |      |      |       |      |      |

### Часовой пояс

Киевское время отмечено жёлтым цветом

Город Конотоп, как и вся территория Украины, находится в одном часовом поясе UTC +2 (Восточноевропейское время, EET), которое на Украине также называется Киевским. Смещение относительно Всемирного координированного времени (UTC) составляет +2:00 зимой и +3:00 летом, относительно Московского времени −1:00 зимой и 0:00 летом. Зимой Киевское время соответствует поясному времени.

## Население
По переписи 1897 года, в городе насчитывалось около 19 тысяч человек, 73 % мужчин и 95 % женщин были неграмотными.
На 1 февраля 2022 года численность населения составляла 83 000 человек.
По данным переписи 2001 года украинцы составляли 90,05 % населения города, русские — 8,31 %.

### Языковой состав
Родной язык населения по данным переписи 1897 года:
| Язык               | Численность, чел. | Доля     |
| ------------------ | ----------------- | -------- |
| Украинский         | 10 290            | 54,83 %  |
| Идиш («еврейский») | 4 415             | 23,52 %  |
| Русский            | 3 565             | 18,99 %  |
| Белорусский        | 263               | 1,40 %   |
| Другие             | 237               | 1,26 %   |
| Итого              | 18 770            | 100,00 % |

Родной язык населения по данным переписи 2001 года:
| Язык       | Численность, чел. | Доля     |
| ---------- | ----------------- | -------- |
| Украинский | 78 742            | 85,89 %  |
| Русский    | 12 352            | 13,47 %  |
| Другое     | 589               | 0,64 %   |
| Итого      | 91 683            | 100,00 % |

Украинский язык является единственным официальным и основным языком города.
По данным Государственной службы статистики Украины в 2023/24 учебном году все 91 513 учащихся в учреждениях общего среднего образования в Сумской области обучались в украиноязычных классах.

## История
После упадка Киевской Руси конотопские земли были захвачены Великим княжеством Литовским, и в результате Люблинской унии 1569 года перешли к Королевству Польскому. Эти земли стали предметом пограничных споров между Речью Посполитой и Русским царством. Постоянные военные споры и конфликты между Польшей и Россией за территорию привели к потребности согласования границ. Россия настаивала на принадлежности конотопских земель Путивльскому уезду, поэтому граница в районе Конотопа не была определена. Пограничные споры продолжались до постройки в Конотопе крепости.
Строительство укреплённого городка началось в 1634 году. В 1635 году польский шляхтич Подкова учредил усадьбу Новоселица. В 1637 году Речь Посполитая построила укрепление на слиянии двух рек — Езуча и Липка. Крепость была построена на месте старого «детинца», на север от Новоселицы — именно на тех землях, которые принадлежали жителю Путивля Никифору Яцине. В 1640 году укрепления по распоряжению Новгород-Северского старосты А. Песочинского были перестроены в крепость.
| Уменьшить обратно                           |
| План Конотопа, конец XVII — начало XVIII в. |

Конотоп середины XVII века — это небольшой городок, обнесённый земляным валом и палисадом, расположенный на левом топком берегу реки Езуч. Первые поселенцы Конотопа — свободные люди, по преимуществу казаки. Появились крупные землевладельцы из числа казацкой старшины. В 1648 году Конотопу присвоен статус города. В годы восстания Богдана Хмельницкого 1648—1654 годов Конотоп стал сотенным городом.
Через эти земли в XVII веке проезжали русские посольства, их торжественно встречали в Конотопе и ближайших сёлах. Особенно оживились отношения после обращения гетмана Б. Хмельницкого к русскому царю Алексею Михайловичу с предложением вступить в борьбу за польский престол после смерти польского короля Владислава IV. 2 апреля 1649 жители города приветствовали русское посольство во главе с И. Унковским, которое прибыло для переговоров с казачьим атаманом Б. Хмельницким. За 5 вёрст до города посланцев встретили сотник Конотопа и свыше 100 казаков с флагами: «… а в городе стояли пешие люди по обе стороны с ружьём, а как вошли в город, и в городе стреляли из пушек».
После подписания в сентябре 1651 года Белоцерковского договора шляхте было разрешено вернуться в свои имения в Черниговском воеводстве (в том числе в Конотоп). Только польская шляхта появилась около стен укрепления, конотопчане покинули город и пошли к Путивлю. Там русская администрация предоставляла земли беглецам для заселения.
После победы войск Б. Хмельницкого под Батогом в июне 1652 года начались антипольские восстания. Жители города тоже поднялись на борьбу, выгнали шляхту из города и убили старосту вместе с семьёй. После подписания Выговским Гадячского договора царь Алексей Михайлович послал армию под командованием князя Григория Ромодановского, а потом ещё одну армию — Алексея Трубецкого.21 апреля 1659 года началась осада Конотопа, в котором оборонялись казаки во главе с полковником Григорием Гуляницким. 27 июня 1659 на помощь городу пришёл с войском Иван Выговский, а 28 июня состоялась Конотопская битва, в ходе которой армия Трубецкого была разбита. В 1664 году во время московского похода Яна II Казимира Конотоп был разграблен поляками. В 1668 году в ещё одной битве под Конотопом воевода Ромодановский одержал победу над войском крымского хана и правобережного гетмана Петра Дорошенко.
17 июня 1672 в селе Казацкое состоялась казацкая Рада, избрал гетманом Левобережной земли генерального судью Ивана Самойловича. Было принято и подписано договорные условия — Конотопские статьи. С этого времени на земли Конотопа начали переселяться выходцы из Правобережных земель — Кандыбы, Лизогубы, Радичи, Харевичи.
Во время Северной войны 1700—1721 годов Конотоп готовился к обороне от шведов. 16 ноября 1708 года казаки Великого и Малого Самборов вместе с сотней Конотопа разгромили вблизи Конотопа шведский отряд генерала Линрота, адъютанта Карла XII.
В 1781 году Конотоп стал уездным городом Новгород-Северского наместничества, в июне 1782 года были утверждены план и герб города. В 1802 году Конотоп стал уездным городом Черниговской губернии.
В 1803 году император Александр I утвердил проект перепланировки города. Проект охватывал почти всю территорию с пригородом. Согласно проекту, предлагалось новые улицы разбить на кварталы, соответственно старые улицы выпрямились. Центр должен был размещаться на территории «городка», то есть там, где была крепость. Через него проходили улицы, выходили на пути к Ромнам, Батурину, Глухову и Путивлю. Проект перепланировки 1803 года был частично выполнен.
Во время Отечественной войны 1812 года в Конотопе создаются отряды народных ополченцев. Для борьбы с интервентами создавались в том числе и казачьи полки. Более 2 тысяч казаков и крестьян уезда участвовали в борьбе с оккупантами. 20 августа 1812 года первый отряд конотопских ополченцев под командованием штабс-капитана Черныша направился в Новозыбков на соединение с русской армией. 
После отмены крепостного права в 1861 году начинается бурное развитие капитализма, ведётся строительство железных дорог. В 1862 году в результате большого пожара в Конотопе сгорело свыше 300 деревянных зданий, а сумма убытков превысила 200 тысяч рублей. Это дало толчок к ускорению строительства и реконструкции города.
В 1868—1870 годах была построена Курско-Киевская железная дорога, которая прошла через Конотоп. Движение через город было открыто 17 декабря 1868 года. В этом же году был построен железнодорожный вокзал, депо, главные железнодорожные мастерские. Тогда же проложена железная дорога «Ворожба — Конотоп», которая соединила села Конотопского уезда с городом. В 1883 году Конотоп был известен как торговый центр и место проведения ярмарок.
В 1890-х годах была введена в строй железная дорога «Москва — Брянск — Конотоп». Конотоп становится важной узловой станцией на линии Московско-Киевско-Воронежской железной дороги. После этого город начал застраиваться. Были построены школы, магазины, больница. Для преодоления неграмотности работали церковно-приходские школы, в 1890 было открыто железнодорожное училище. С 1891 года в Конотопе начали мостить улицы камнем на средства земства.
В ходе революции (1905—1907) железнодорожники Конотопа и жители уезда активно участвовали в революционных событиях. После начала всеобщей забастовки в Москве 7 декабря 1905 года, железнодорожники Конотопа поддержали протест, блокируя проезд поездов через станцию Конотоп, 10 декабря 1905 года власти объявили военное положение и ввели на станцию войска, после чего выступления были подавлены.
2 ноября 1917 года в Конотопе возник Совет рабочих и солдатских депутатов, который был изгнан из города 28 ноября 1917 года войсками Украинской Народной Республики. В результате восстания, организованного Конотопским комитетом РСДРП(б) в ночь с 9 на 10 января 1918 года была установлена власть Советов. 25 января здесь открылся уездный съезд Советов, однако в марте 1918 года их выбили войска Центральной рады вместе с немецкими войсками. После освобождения от большевиков, в городе начали дислоцироваться Серожупанная дивизия, а также сформированный из местных добровольцев Курень смерти имени Кошевого Ивана Сирка под командованием Атамана Ангела, который действовал на территории Конотопского уезда после ухода немецких войск и становления Директории в Украинской Народной Республике. В дальнейшем Конотоп находился в зоне боевых действий гражданской войны, власть в городе несколько раз менялась. 25 ноября 1919 года Конотоп был окончательно занят большевиками, его заняли части 14-й армии РККА.
В 1921—1923 годах в Конотопе действовало 100 мелких предприятий лёгкой, пищевой, строительной промышленности, механический завод, мыловаренный завод, 8 кожевенных и пивоваренный завод, 2 типографии, 2 кондитерские фабрики и так далее. Во время голода 1921—1922 годов из православных храмов Конотопа было изъято несколько пудов золотых и серебряных украшений и церковных вещей в помощь голодающим.
В 1923 году город стал центром Конотопского округа, в который входило 15 районов с населением до 600 тысяч человек. Также 1923 год считается датой образования Конотопского района, который стал самостоятельной административно-территориальной единицей. Население города в то время составляло 29000 человек.

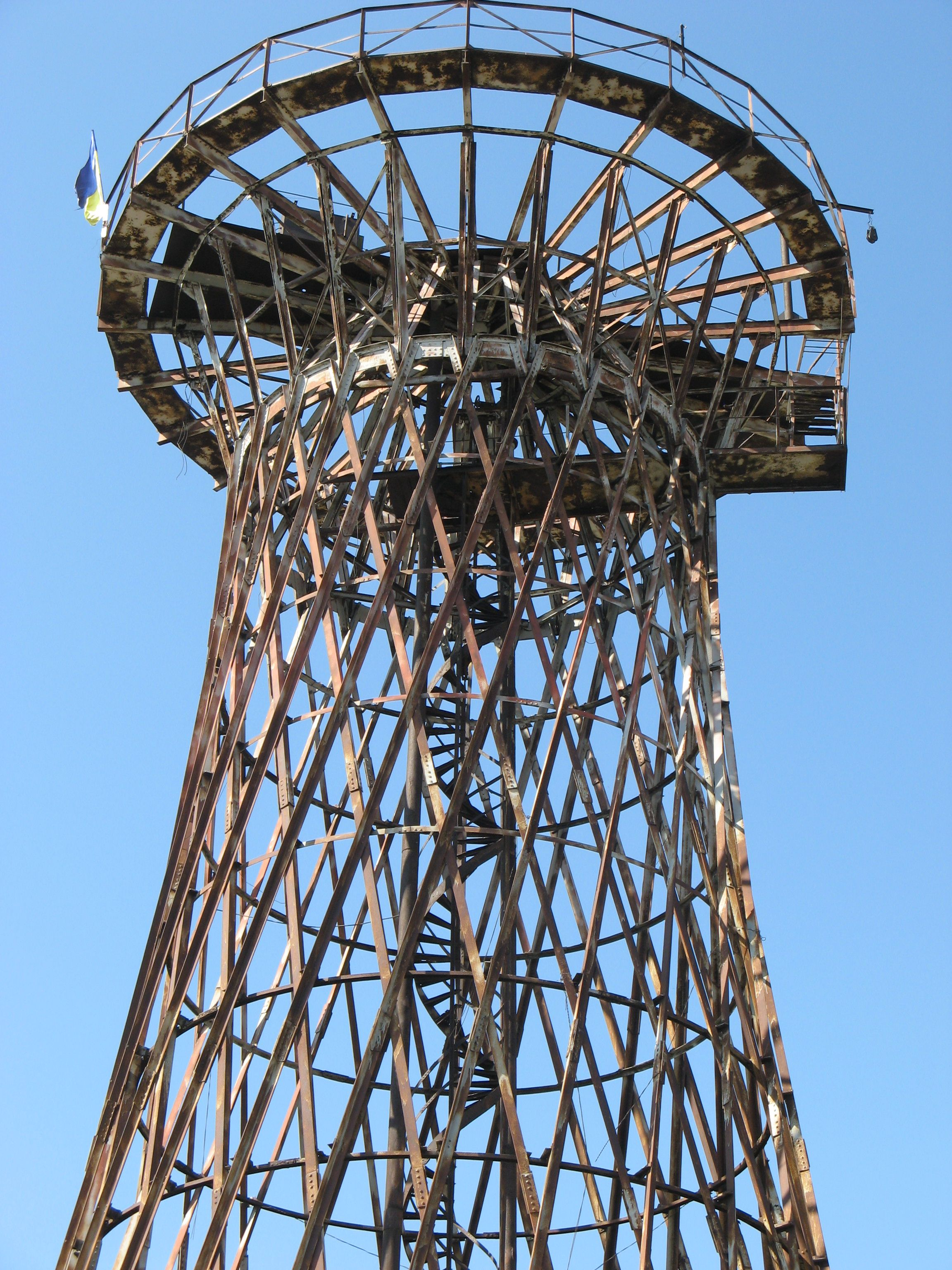
Водонапорная башня, построена в 1928—1929 гг. по проекту Владимира Шухова

В 1939 году в Конотопе проживало уже 50 тысяч человек. Во время репрессий 1930-х годов пострадали десятки конотопчан. Самыми известными жертвами из них были поэты П. Коломиец и В. Бас, писатель А. Соколовский и историк-краевед В. Резников. К 1932 году Конотоп входил в состав Киевской области, с 1932 до 1939 года — в состав Черниговской, а с организацией Сумской области в январе 1939 вошёл в её состав как райцентр областного подчинения.
В ходе Второй мировой войны 9 сентября 1941 года Конотоп был оккупирован немецкими войсками. Во время германской оккупации погибло более 3800 человек, 30 тысяч военнопленных и мирных жителей Конотопа были расстреляны. В конце августа 1941 года был создан Конотопский партизанский отряд, который впоследствии присоединился к Путивльскому отряду под командованием С. А. Ковпака и вошёл в состав Сумского партизанского соединения. 16 августа 1943 года Ставка ВГК уточнила задачу войскам Центрального фронта, которому следовало «наступать в общем направлении на Севск, Хутор-Михайловский и … в дальнейшем развивать наступление в общем направлении на Конотоп». 6 сентября 1943 года город был освобождён (в дальнейшем эта дата стала днём города). Отличившимся в сражении за город 65-му гвардейскому миномётному полку, 143-й и 280-й стрелковым дивизиям было присвоено наименование «Конотопских». С фронта не вернулись более 15 тысяч человек. 14 жителям города было присвоено звание Героя Советского Союза, их именами были названы площади, улицы, школы.

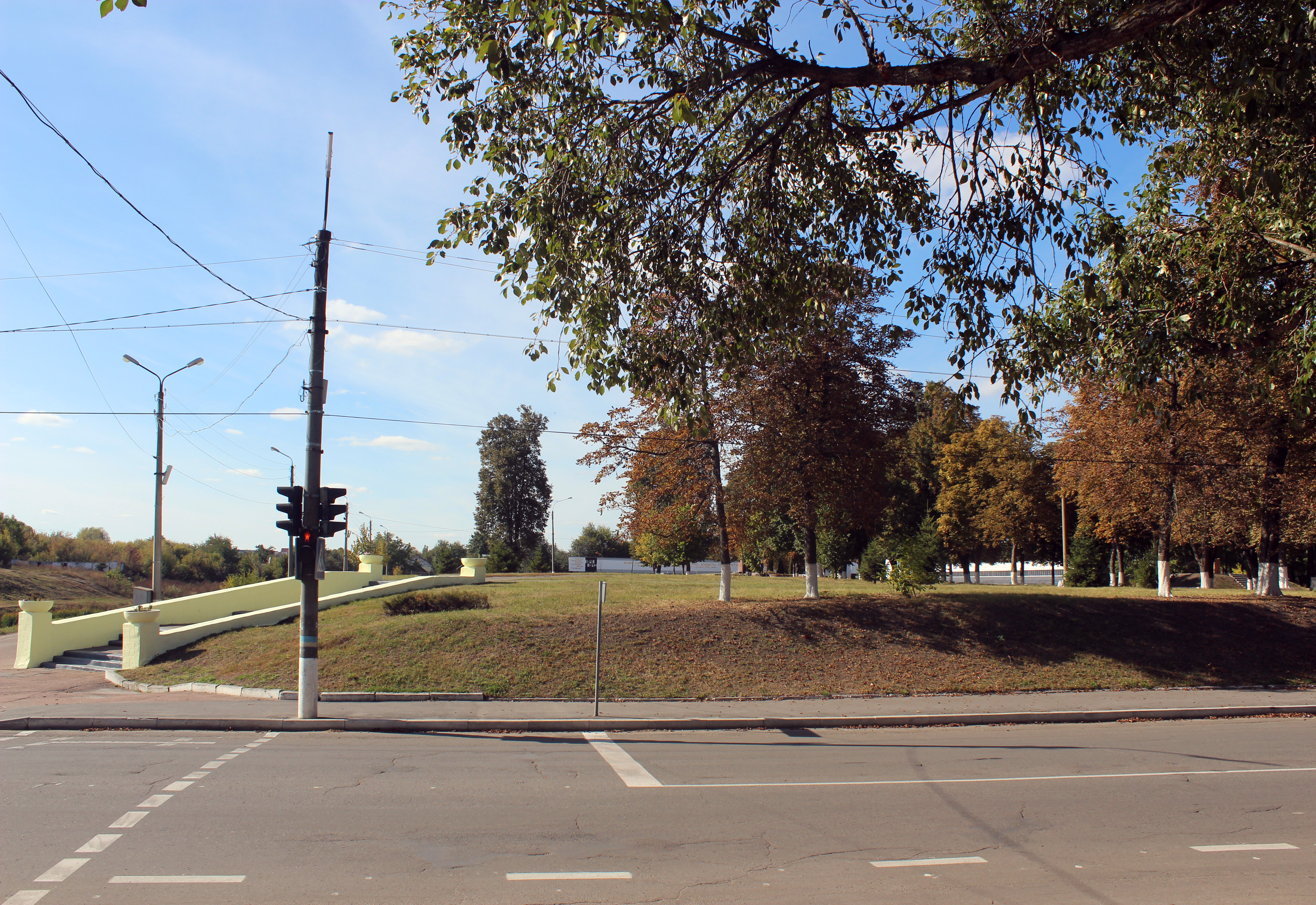
Улица Братьев Лузанов

В 1952 году здесь действовали паровозо-вагоноремонтный завод и несколько других предприятий по обслуживанию железнодорожного транспорта, электромеханический завод «Красный металлист», кирпичный завод, швейная фабрика, мясокомбинат, хлебозавод, учительский институт, железнодорожный техникум, сельскохозяйственный техникум, фельдшерская школа, агрономическая школа, школа трудовых резервов, 16 общеобразовательных школ, Дом пионеров, 4 клуба, 27 библиотек, имелось автобусное и трамвайное сообщение.
В 1953 году вместо разрушенного был построен новый железнодорожный вокзал, в 1954 году — открыт Дом культуры завода «Красный металлист». На протяжении десятилетия велись работы по увековечению памяти погибших воинов в Великой Отечественной войне. В 1955—1956 годах останки бывших воинов перенесли к братским могилам. В 1967 году открылся Конотопский городской мемориальный комплекс Великой Отечественной войны и была пущена Конотопская детская железная дорога, которая, однако, в 1970-х годах была разобрана и вывезена из города и впоследствии не восстанавливалась. В 1972 году начал работать завод по производству поршней, в 1973 году — арматурный завод.

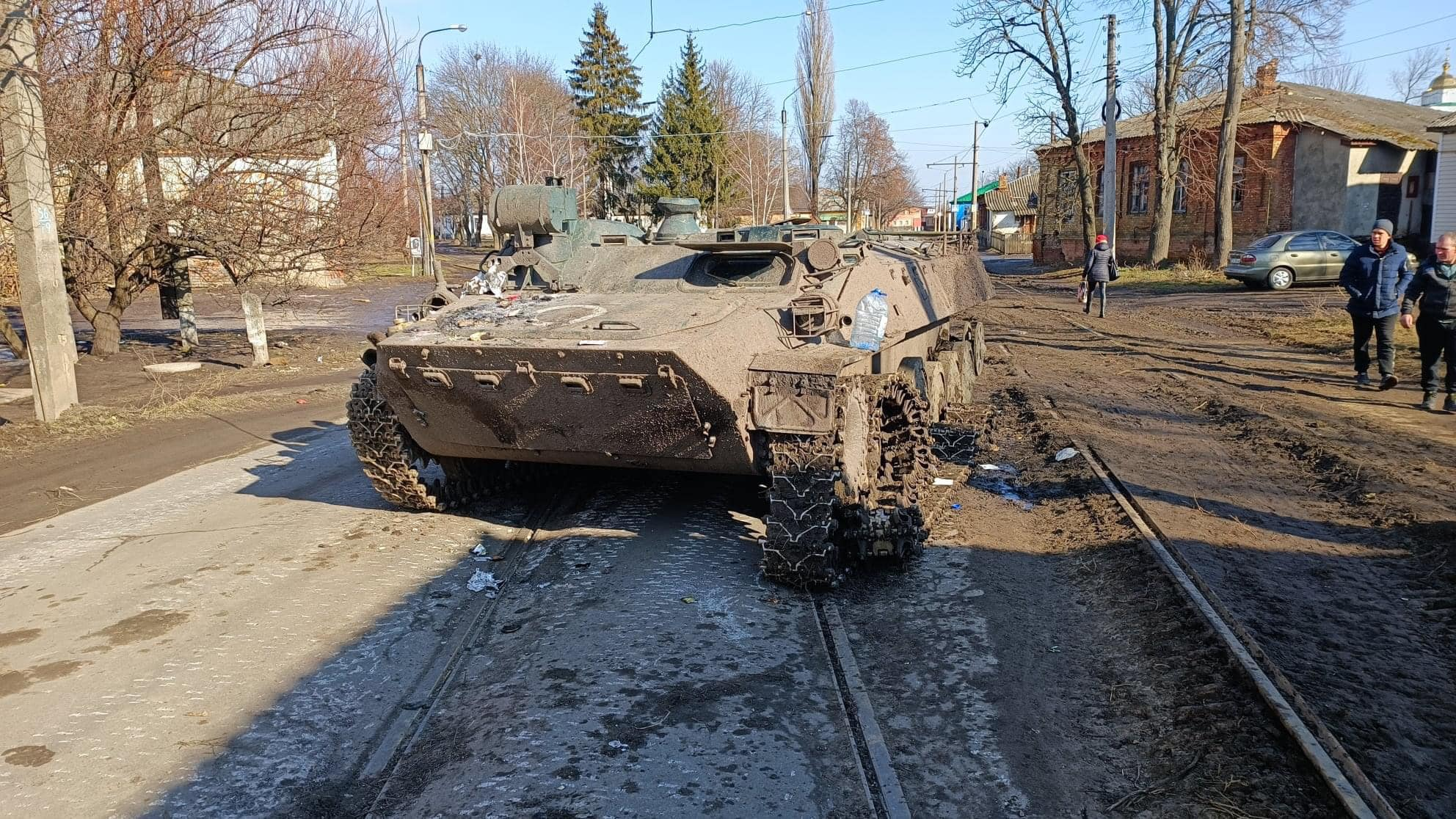
Российский ПТРК «Штурм», уничтоженный 25 февраля 2022 года во время боёв за город

В мае 1995 года Кабинет министров Украины утвердил решение о приватизации находившихся в городе фабрики нетканых материалов, завода строительных материалов, АТП-15907, АТП-15961, завода «Мотордеталь», проектно-конструкторского бюро, райсельхозтехники и райсельхозхимии, в июле 1995 года было утверждено решение о приватизации швейной фабрики, арматурного завода, хлебокомбината, строительно-монтажного управления крупнопанельного домостроения, ПМК № 10, ПМК № 11, ПМК № 112 и совхоза «Юбилейный».
В феврале — марте 2022 года в ходе вторжения России в Украину город был окружён российскими войсками. В апреле российские войска отступили из Сумской области, и город вернулся под украинский контроль.
В дальнейшем в рамках декоммунизации и дерусификации местный городской совет депутатов отметился переименованием городских улиц, в том числе в честь живых людей (заменившего писателя Ивана Тургенева Валерием Залужным, назвавшем улицы Остравская и Даниеля Мориса в честь поставившего городу 10 автобусов предприятия из Чехии, имевшую историческое название с XVIII в. Красногорскую переименовал в Варшавскую, при этом названная в честь установившего советскую власть в городе Павла Новикова оставалась нетронутой). Инициатива вызвала неоднозначную оценку, так как её обсуждение проходило исключительно в интернете и без участия местных жителей.

## Экономика

### Промышленность
Среди основных промышленных предприятий города — Конотопский литейно-механический завод, завод «Мотордеталь», Конотопский арматурный завод, Конотопский авиаремонтный завод «Авиакон», механический завод, швейная фабрика, мясокомбинат (ОАО «Конотопмясо»), молокозавод, хлебокомбинат.

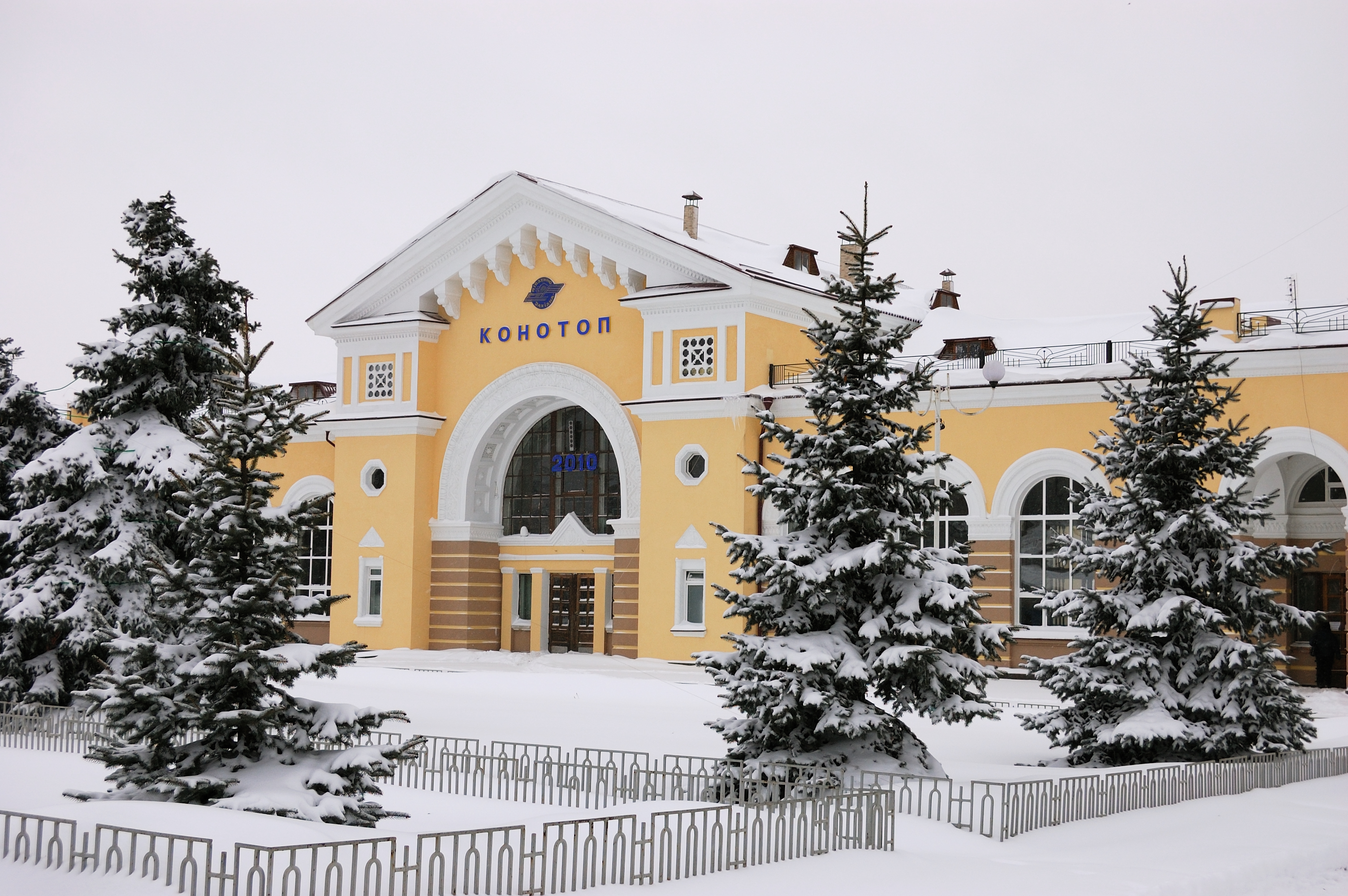
Железнодорожная станция Конотоп

### Транспорт
Через город проходят автомобильные дороги Р-60, Р-61 и железная дорога. Станции: Конотоп и Железобетонный.
Железнодорожная станция Конотоп является крупным железнодорожным узлом Юго-Западной железной дороги (код станции: 327400). Железнодорожные линии идут в трёх направлениях — на Бахмач, Хутор-Михайловский и Ворожбу. Все поезда дальнего следования делают остановку в Конотопе.
С 25 декабря 1949 года действует Конотопский трамвай. Трамвайная система представлена тремя маршрутами. Время работы — с 6:00 до 21:00. Проезд с февраля 2023 года был бесплатный, вне зависимости от расстояния, но 1 января 2024 года после того, как у города отобрали военный налог, стоимость проезда составила 10 грн для взрослого, и 5 грн для ребенка. В феврале 2023 Варшавское трамвайное управление передало Конотопу сразу 23 вагона Konstal. Затем, в июне того же года город получил еще 25 трамваев Tatra T6A5 которые прибыли из чешской Остравы.

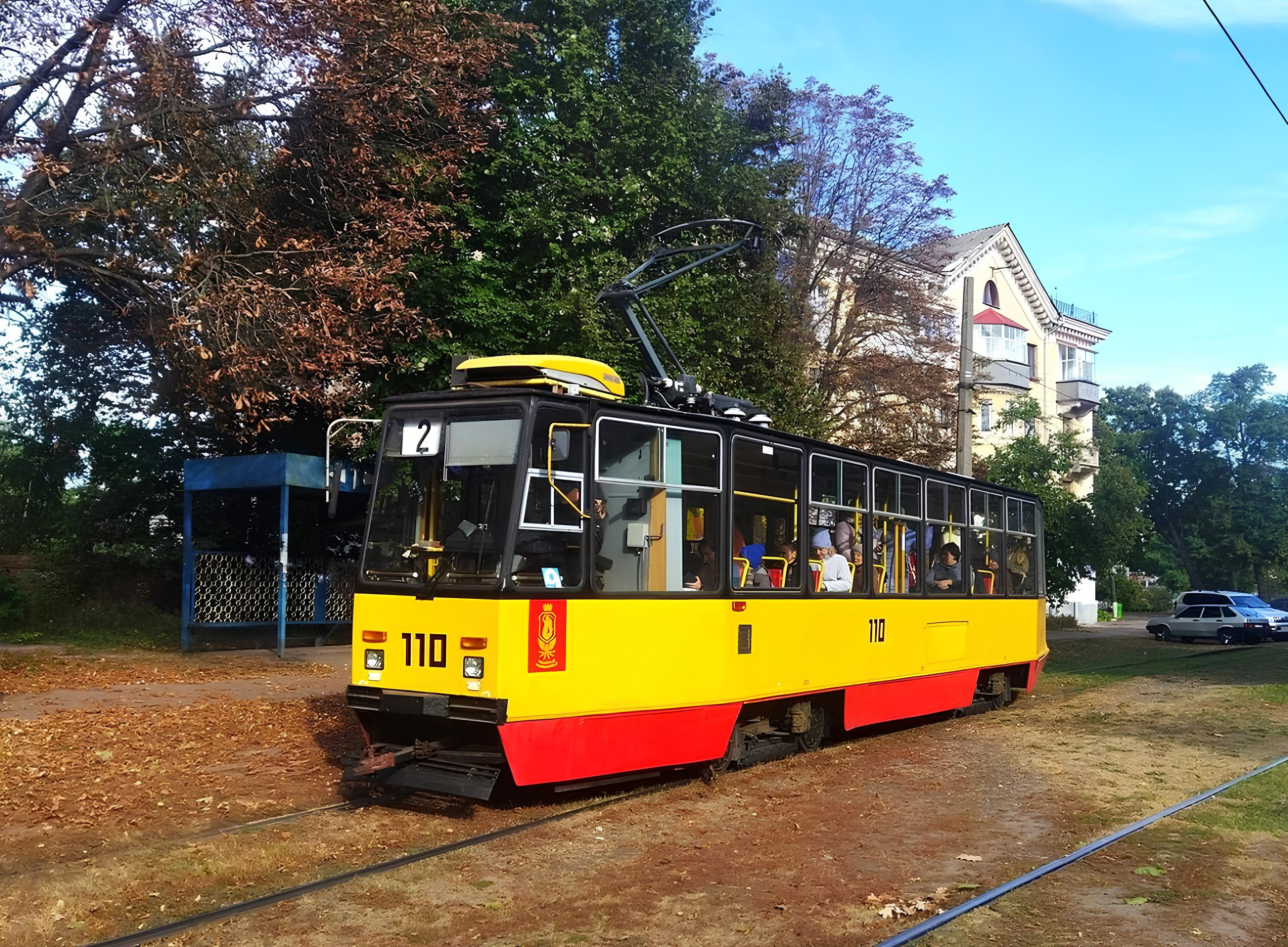
Трамвай 2-го маршрута

Помимо трамвая, существует автобусная сеть, которая состоит из подаренных в 2022 году Solaris Urbino 10, Solaris Urbino 12 и одного Solaris Urbino 18. Присутствует развитая сеть маршрутных такси.

## Символика
Официальные символы города (флаг и герб) были утверждены 5 апреля 2001 года на XVIII сессии Конотопского городского совета III созыва. О существовании герба известно с 4 июля 1782 года. Герб города представляет собой золотой лапчатый крест в червлёном поле, под ним — полумесяц с рожками вверх, а сверху — шестиугольная звезда. Флаг города представляет собой жёлтое полотно с гербом города в центре.

## Культура и образование
Конотоп — один из культурных центров историко-географических областей Посеймья и Северщины.
Городская система образования включает 10 дневных общеобразовательных школ, гимназию, вечернюю школу, две школы-интерната, учебно-воспитательный комплекс. Всего работают 14 дошкольных, 8 внешкольных, 3 профессионально-технических, 4 высших учебных заведений I уровня аккредитации, а также 3 вуза III уровня аккредитации. Есть клуб, городской и районный дома культуры, Дворец культуры и несколько музеев (Конотопский городской краеведческий музей им. А. М. Лазаревского, музей-усадьба М. И. Драгомирова, музей авиации, музей образования, народный музей медицины, музей истории гимназического движения, музей боевой славы дивизий, которые освобождали Конотоп). Сфера здравоохранения представлена центральной районной больницей им. академика Давыдова, городской больницей, амбулаторией общей практики семейной медицины и фельдшерско-акушерским пунктом.
В Конотопе на учёте находится 11 памятников архитектуры и 25 исторических памятников, в том числе два памятника Т. Г. Шевченко. Возле музея-усадьбы М. И. Драгомирова находится его бюст.
6 сентября 2003 года на площади Конотопских дивизий была установлена стела, посвящённая 143-й стрелковой дивизии, 280-й стрелковой дивизии и 65-му гвардейскому миномётному полку. В 2004 году — памятный знак ликвидаторам аварии на ЧАЭС.
На проспекте Красной Калины находится памятник жертвам массового голода 1932—1933 годов.
Конотоп также является кафедральным городом Конотопской и Глуховской епархии Украинской Православной Церкви (Московского патриархата). Имеется ряд православных церквей, среди которых Конотопский собор Рождества Пресвятой Богородицы (ПЦУ) и Конотопский Вознесенский собор (УПЦ МП).
В городе расположена братская могила советских воинов, погибших при освобождении города от войск Вермахта.
В городе был реконструирован немецкий командный бункер Люфтваффе.

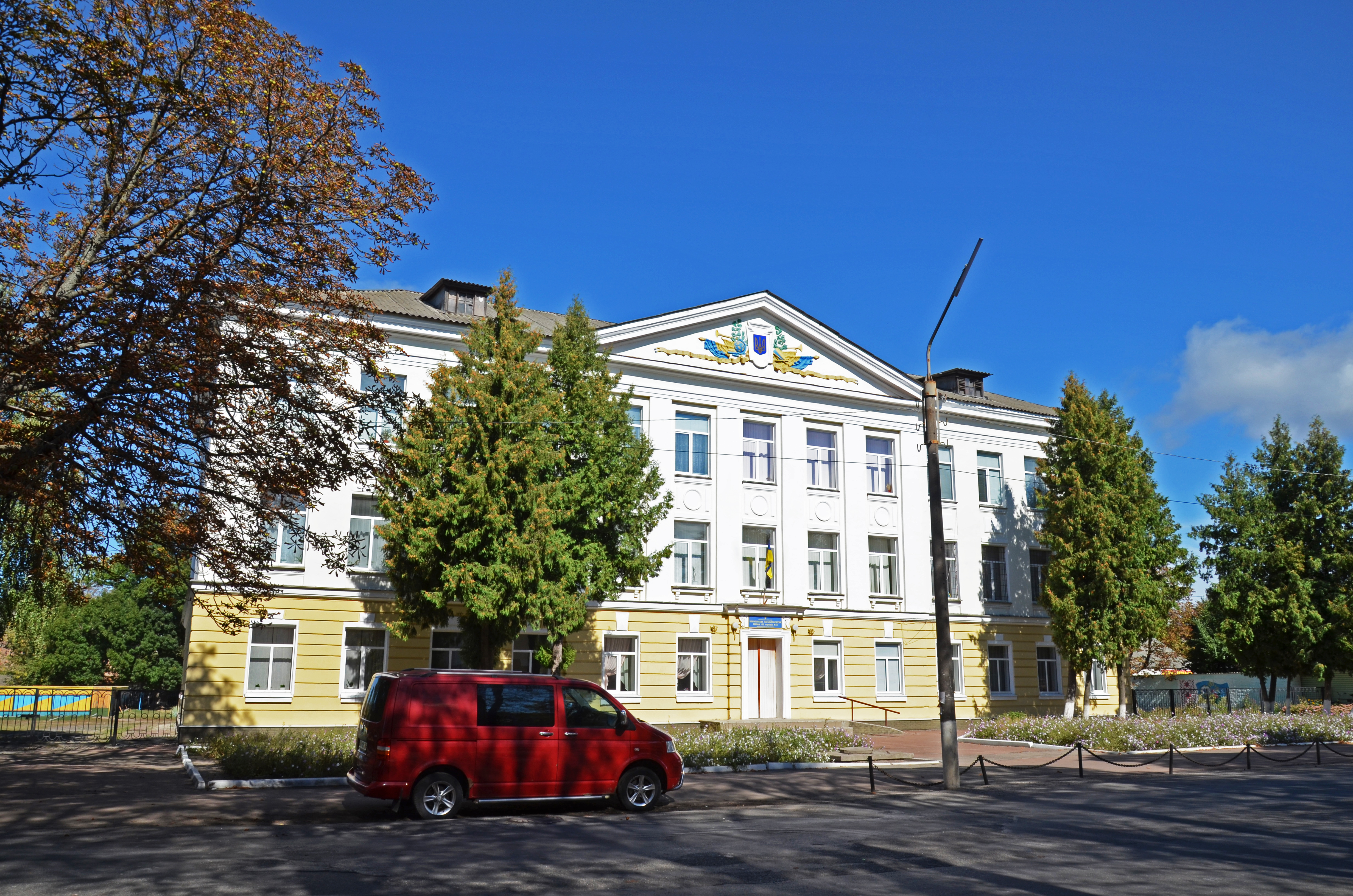
Школа № 11
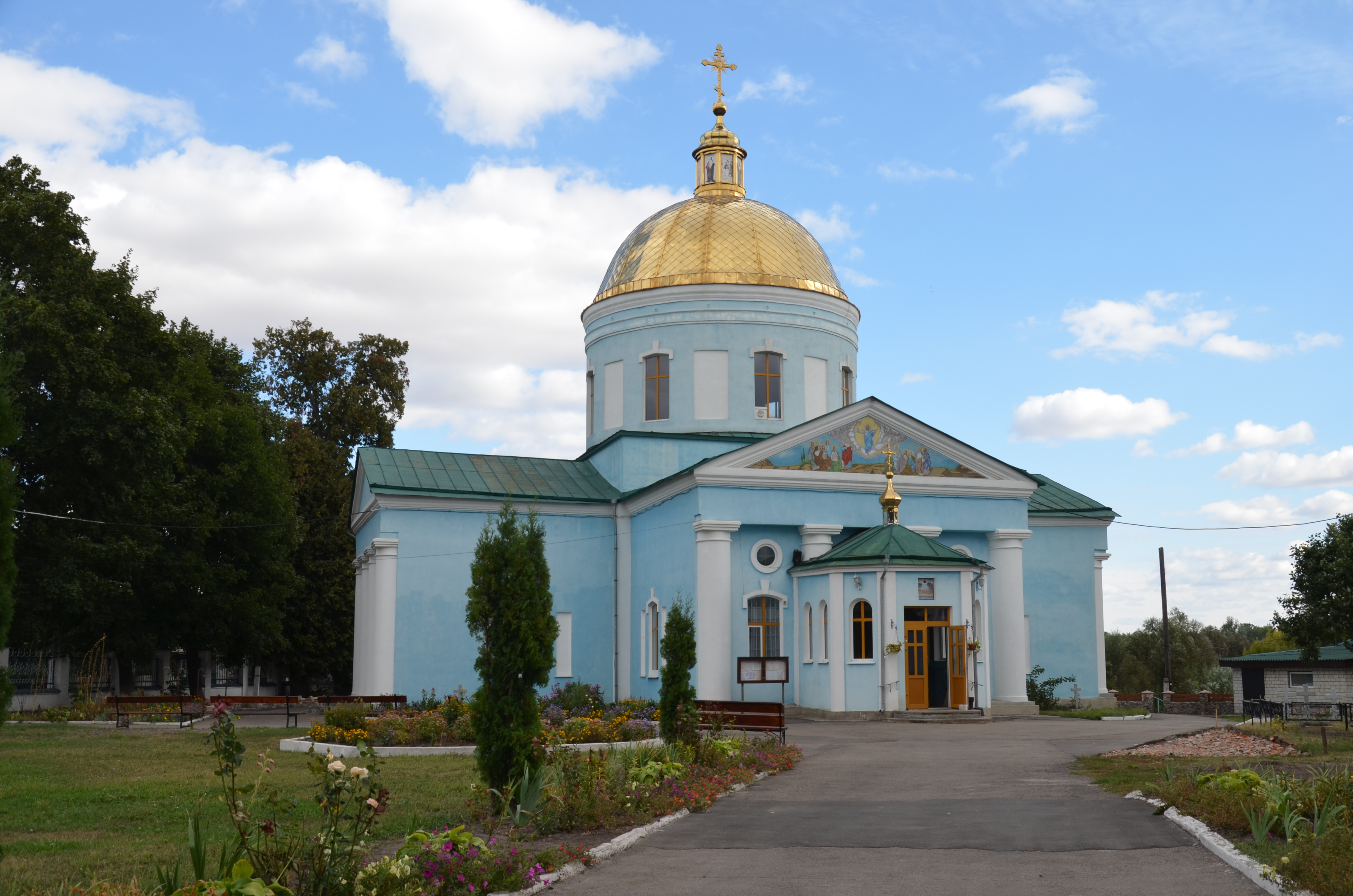
Вознесенская церковь
Памятник Т.Г. Шевченко
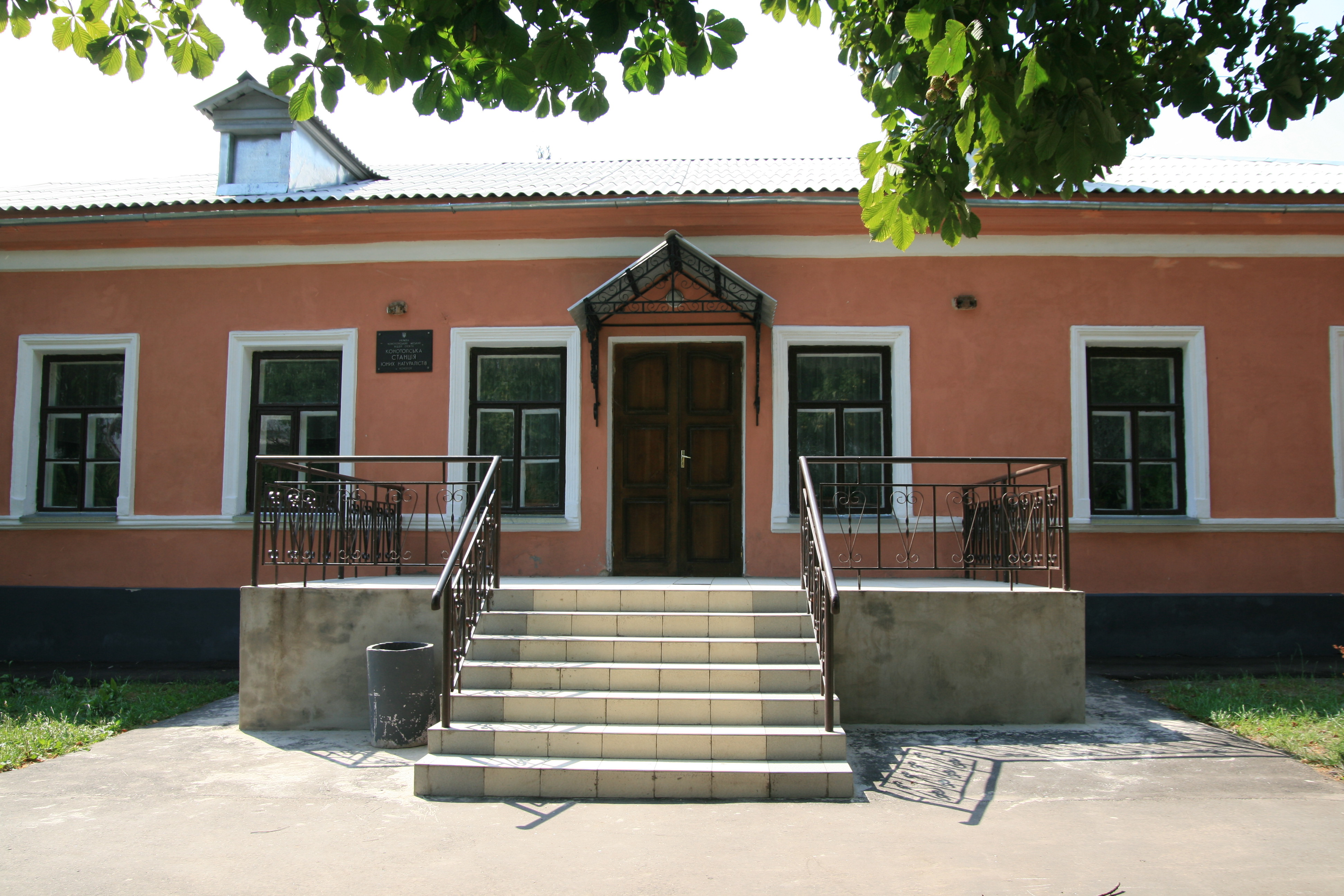
Усадьба Драгомирова
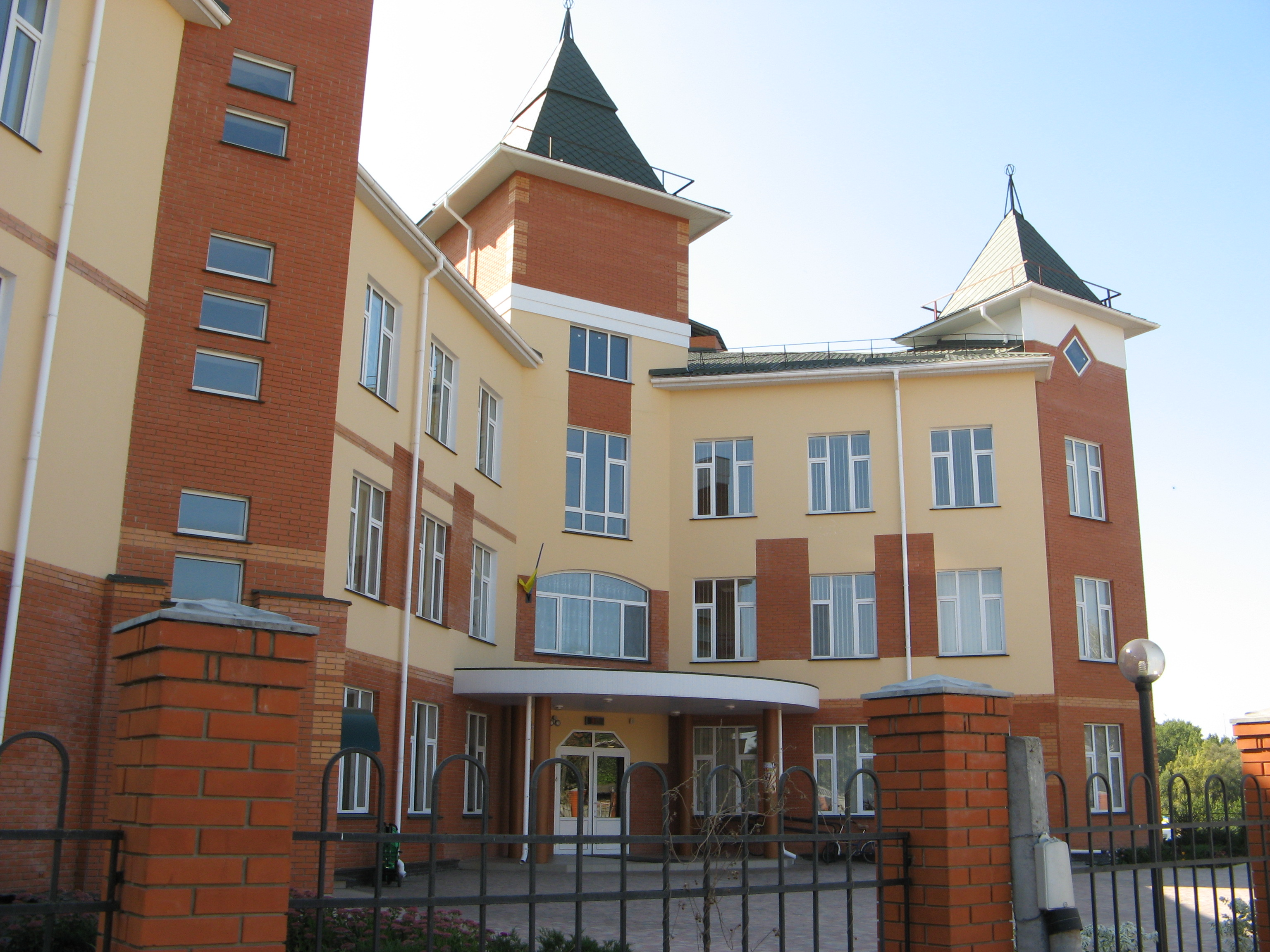
Новая школа

## Спорт
В городе созданы и работают спортивные федерации футбола, волейбола, баскетбола, лыжных гонок, лёгкой аттлетики, бокса и тайского бокса, шахмат, пауэрлифтинга, стендовой стрельбы, каратэ-до, тхэквондо, картинга, мотокросса, греко-римской борьбы. В двух детско-юношеских спортивных школах обучается более 1500 детей разного возраста.
В 2012 году местными велолюбителями был основан «Конотопский велоклуб», который 22 ноября 2016 года был официально зарегистрирован как общественная организация.
Для занятий культурой и спортом в городе действуют 2 стадиона, 22 спортивных зала, 4 тренажёрных зала, бассейн, 1 стрелковый тир, 4 футбольных поля и 32 спортивных площадки. Также в городе развит любительский паркур.
В городе функционировал футбольный клуб «Славянец», в сезоне 1997/98 выступавший во второй лиге чемпионата Украины. Также призёром областных соревнований неоднократно становился конотопский «Шахтёр».

## В искусстве
- В шестой книге «Повесть о жизни» К. Паустовского большое место уделено как самому городу, так и литературному кружку «Конотоп»
- «Конотопская ведьма» — повесть Григория Квитки-Основьяненко, написанная в 1833 году.
- Фантастическая повесть Кира Булычёва «Сто лет тому вперёд» и её экранизация «Гостья из будущего». Коля Наумов (в кинофильме — Герасимов) в будущем всем говорит, что он из Конотопа[30].
- Главный герой повести И. Г. Эренбурга «Необычайные похождения Хулио Хуренито» в конце повести гибнет в Конотопе[31]. Несколько деталей показывают знакомство автора с городом — например, упоминается длинный проспект (проспект Мира), идущий от вокзала к центру Конотопа.
- «Конотоп» — роман украинского писателя Василия Кожелянко. Принадлежит к жанру альтернативной истории. По сюжету, главный герой, работая журналистом, по предложению редактора одной из газет отправляется в прошлое (а именно в 1659 году, когда произошла Конотопская битва), чтобы провести репортаж с места боевых действий для написания статьи[32].
- «Маленький звонарь из Конотопа»[33] — исторический рассказ украинского писателя и поэта[34] Леонида Полтавы, посвящённый осаде Конотопа русскими войсками во времена русско-польской войны 1654—1667 годов, в преддверии Конотопской битвы.
- В Конотопе частично происходят события повести Н. В. Гоголя «Пропавшая грамота».
- Город упоминается в рассказе И. А. Бунина «В такую ночь».
- Конотоп упоминается в нескольких[каких?] стихотворениях Владимира Маяковского.
- В стихотворении Иосифа Бродского «На независимость Украины» 1992 года присутствуют строки: «То не зелено-квитный, траченый изотопом, — жовто-блакитный реет над Конотопом».
- В Конотопе частично происходят события приквела романов «Контроль» и «Выбор» — повести Виктора Суворова «Змееед».
- Песня Вячеслава Малежика «Конотоп» из альбома «Кафе „Саквояж“» (1987).
- Упоминается в песне Михаила Щербакова «Фиалковый букет» и в песне Максима Леонидова «Четверг».
- В игре «Казаки 3» в DLC «Дни великолепия» присутствует сценарий «Конотоп», повторяющий события Конотопской битвы.

## Города-побратимы
- Мездра (Болгария)[35]
- Красногоровка (Украина)[36]
- Жешув (Польша)[37]